# Grigorij Lewicki
Grigorij Wasiljewicz Lewicki (ros. Григорий Васильевич Левицкий, ur. 27 października?/8 listopada 1852 w Charkowie, zm. 13 października?/26 października 1917 w Petersburgu) – rosyjski astronom, profesor astronomii na Uniwersytecie w Dorpacie (1894–1907), rektor Uniwersytetu w Dorpacie (1903–1905) i dyrektor obserwatorium astronomicznego w Dorpacie.
W 1870 studiował na Wydziale Fizyki i Matematyki Uniwersytetu Charkowskiego, w 1871 roku przeniósł się do Instytutu Górnictwa w Petersburgu, a następnie na Uniwersytet w Petersburgu. W 1879 roku obronił pracę "O wyznaczaniu orbit gwiazd podwójnych" i został mianowany profesorem nadzwyczajnym Uniwersytetu Charkowskiego na Wydziale Astronomii i Geodezji. W latach 1884–1894 był profesorem nadzwyczajnym tej uczelni. Przyczynił się do powstania Obserwatorium w Charkowie. W 1894 roku został przeniesiony na Uniwersytet w Dorpacie; w 1900 r. wzmiankowany jako pełniący na tejże uczelni obowiązki profesora zwyczajnego. 
Od 1 stycznia 1895 r. posiadał rangę rzeczywistego radcy stanu.
W 1898 roku otrzymał tytuł doktora honoris causa Uniwersytetu Charkowskiego, a po 1900 roku został zatwierdzony jako profesor zwyczajny na Uniwersytecie w Dorpacie. Otrzymał tytuł zasłużonego profesora.
Był kuratorem Wileńskiego Okręgu Oświatowego od 1908 do 1911 r., a od 1911 do 1914 pełnił analogiczną funkcję w Warszawskim Okręgu Oświatowym. 1 stycznia 1914 otrzymał rangę tajnego radcy. Od 1915 wykładał w Żeńskim Instytucie Pedagogicznym w Piotrogrodzie. W latach 1915–1917 był przewodniczącym Rosyjskiego Towarzystwa Astronomicznego.